# Murat Açıkgöz
Murat Açıkgöz (Amersfoort, 11 april 1984) is een Nederlands-Turks voormalig voetballer die als middenvelder speelde. Hij speelde twee wedstrijden voor FC Zwolle. 

## Carrière
Açıkgöz speelde hij in de jeugd van FC Utrecht. Daarna speelde hij één seizoen bij FC Zwolle. In 2006 speelde hij voor Kirsehirspor, nadat hij in 2005/06 één seizoen uitkwam voor Fethiyespor. 
Na zijn avontuur in Turkije kwam de middenvelder voetballen bij Go Ahead Kampen. Na 1 seizoen in Kampen te hebben gespeeld, speelde hij sinds de zomer van 2011 bij Flevo Boys. Aan het eind van het seizoen 2013/2014 besloot hij te stoppen met voetbal omdat hij vond dat hij bij de Emmeloorders te veel op de bank terechtkwam. In 2014 pikte Go Ahead Kampen hem weer op en vanaf het seizoen 2013/2014 speelt hij weer in Kampen. Hij stopte in 2016 met voetballen.

## Statistieken
| Seizoen | Club      | Land      | Competitie     | Wed. | Goals |
| ------- | --------- | --------- | -------------- | ---- | ----- |
| 2004/05 | FC Zwolle | Nederland | Eerste divisie | 2    | 0     |
| Totaal  | Totaal    | Totaal    | Totaal         | 2    | 0     |